# 토비트

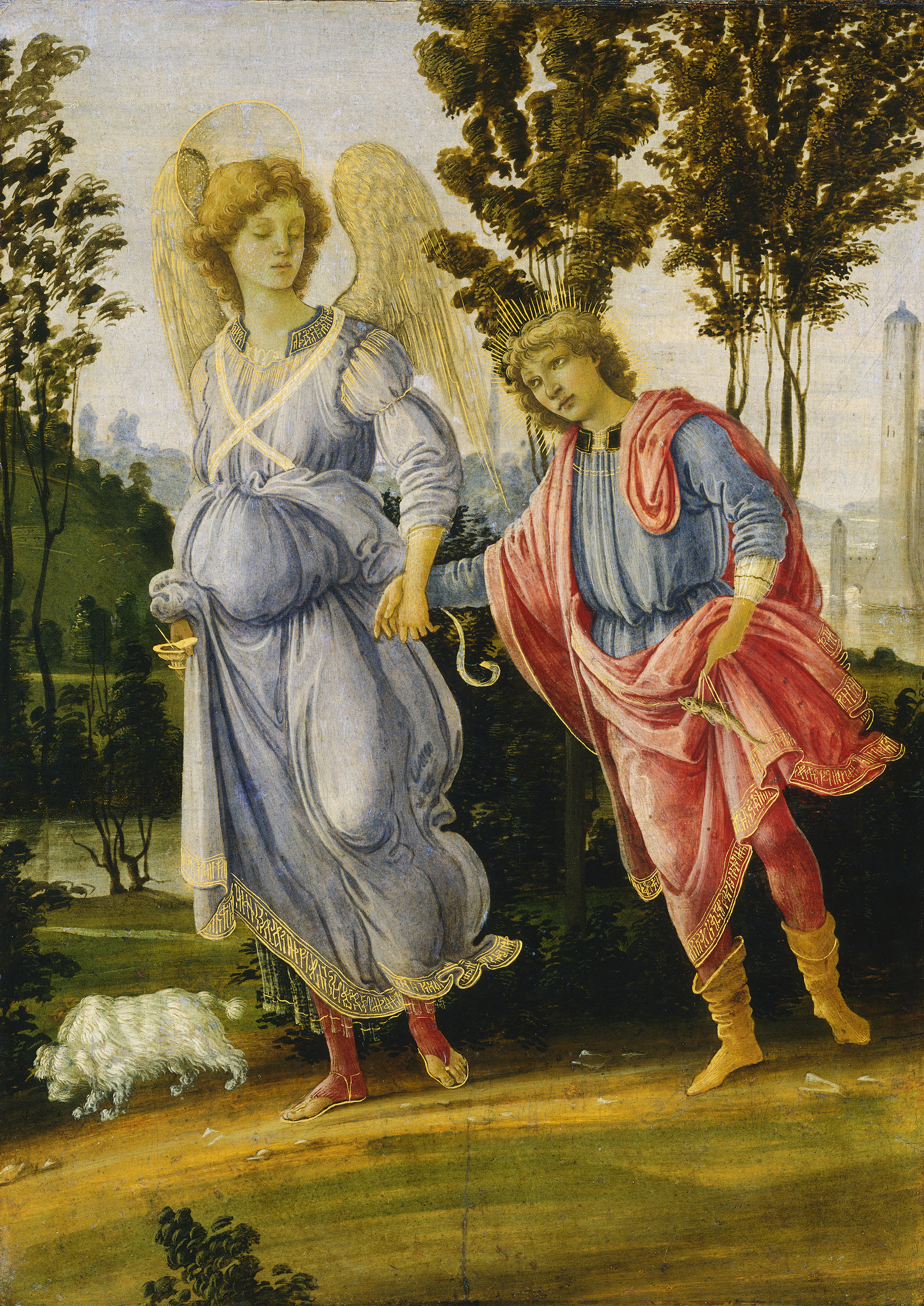

토비트/토빗기(그리스어: Τωβίθ 토비트[*], 히브리어: טובי 토비, 영어: Book of Tobit)는 구약성경(또는 히브리성경)의 코이네 그리스어 번역본인 칠십인역의 일부로 총14장으로 구성되었고, 이스라엘 납달리 지파 사람인 토빗과 그의 아들 토비야의 일대기이다. 이 책은 기독교 역사에서 여러 문헌에 인용되었는데, 로마 가톨릭과 정교회에서 구약성경의 제2경전으로 인정하나 개신교와 유대교에서는 외경으로 분류한다. 이 이야기는 원래 아람어로 기록되었을 것이며 기원전 3세기경의 것으로 추산된다. 그 줄거리에 담긴 부정확한 내용 중에는 이런 것도 있다. 즉 그 이야기는 토비트가 젊었을 때 북쪽 지파들의 반란—솔로몬이 죽은 뒤(토빗 1,4-5) 기원전 997년에 일어난 일—을 목격하였고 그 후 납달리 지파와 함께 니네베로 강제 이주—기원전 740년에 있었던 일—되었다고 알려 준다. (토빗 1,11-13) 그렇다면 그가 257년 이상을 살았다는 말이 된다. 하지만 토빗 14,1-3은 그가 사망할 때 102세였다고 말한다. 사해문서 가운데 텍스트가 발견되었으며, 사본은 그리스어로만 되어 있었으나 사해문서에서 아람어로 된 것이 4개, 히브리어로 된 것이 1개 발견되었다. 토빗은 히브리어, 토비트는 그리스어. 아버지의 이름이 토비아인데 라틴번역 중에는 아들과 아버지 둘 다 토비아로 번역된 것도 있다. 칠십인역에서 제목은 인명인 "토비트"(Τωβιτ)이며 일부 사본은 "토비트"(Τωβιθ)라고 사용한다. 이는 히브리어 이름으로 "나의 선하신"을 의미하는 "토비"(טובי)의 그리스어 음차이다. 이 이름은 그의 아들 이름을 통해 의미가 파악되는데, 그의 아들 이름은 "나의 선하신 야훼" 또는 "나의 야훼는 선하시다"라는 의미인 "토비야"(טוביה)이다.
종래 토빗기는 그리스어로 전래(傳來)되어 그 원본이 그리스어로 되어 있다고 보는 견해가 많이 있었다. 한 발자국 더나아가 토빗기의 정경여부에 대해 의심하는 견해가 생겨났다. 이러한 논란에 대해 토빗기를 정경으로 인정하는 측에서는 토빗기에서 구사하고 있는 그리스어가 히브리어를 모국어로 쓰는 사람이 아니고선 쓸 수 없는 표현이 많이 있음을 들어 반박하였다. 1956년 사해문서가 발견되면서 히브리어로 쓰여진 토빗기를 정경으로 인정하는 견해가 다소 힘을 얻게 되었다. 그러나 토빗기를 정경이 아니라고 보는 사람들은 토빗기에 히브리어 성경에 붙어 있는 주석인 미드라시가 없는 점 그리고 이것이 토빗기를 다른 정경과 달리 취급을 받았을 수 있는 근거가 되는 점을 들어 섣부르게 정경으로 인정할 수 없다는 견해를 펴고 있다.

## 줄거리
토빗은 살만 에세르(샬만에세르 5세) 시대에 아시리아의 수도 니네베에서 궁궐의 살림에 필요한 물품을 조달하는 벼슬을 하였다. 이후 살만 에세르가 죽고 그 아들 산헤립이 왕이 된 후, 어느 날 그는 비참하게 죽은 이스라엘 사람을 장사지내다 군주의 눈밖에서 벗어나 어려운 생활을 하였다.
그러던 어느 날 토빗은 밖에서 낮잠을 자다가 새의 배설물에 의해 두 눈의 시력을 잃게 되었다. 아들인 토비야가 있기는 하였지만 너무 어려 생계는 그의 부인인 안나가 꾸리게 되었다. 어려운 생활을 이어나가던 토빗은 오래전 자기 지파 사람인 가바엘에게 돈을 꾸어준 일을 떠올리게 되었는데 용케도 차용증서가 있었다. 토빗은 그의 아들 토비야로 하여금 빚을 받아오라고 시킬려고 하였지만, 채무자가 살고 있는 장소가 멀리 떨어져 있어서 토빗은 길잡이를 물색하였다.
오래전 토빗은 자신의 어려운 생활을 하소연하는 기도를 하느님께 바친 적이 있었다. 그와 동시에 납달리 지파 사람인 라구엘의 딸인 사라가 혼인식을 치른 첫날밤을 치루기 무섭게 배필이 죽어 나가는 기구한 운명을 하느님께 하소연한 적이 있었다. 사라의 불행은 악마 아스모대오스가 심술을 부렸기 때문에 생긴 것이었다. 이들의 기도를 들은 하느님은 라파엘 천사를 보냈다.
라파엘은 납달리 지파의 아자르야로 행세하여 토비야를 가바엘이 사는 곳으로 안내하겠다고 토빗에게 제안하였다. 토빗은 그 제안을 받아들였고 토비야는 아자르야로 행세하는 라파엘 천사와 더불어 머나먼 여행을 떠나게 된다.
이들은 여행을 하다가 커다란 물고기를 낚았다. 토빗은 아자르야의 지시에 좇아 물고기의 배를 가른다음 쓸개와 염통과 간을 따로 잘 간수하였다.
이들이 목적지에 다다를 무렵 라구엘의 집에 유숙하게 되었다. 라구엘은 토비아의 인품에 반하여 딸과의 혼인을 제안하였는데 토비아는 이를 받아들였다. 토비야가 사라와 첫날 밤을 치룰 때 아자르야의 지시에 따라 간과 염통을 향불에 태웠다. 아스모대오스는 간과 염통을 태운 향기를 맡고 혼비백산하여 리비아 사막으로 도망을 갔다. 라파엘 천사는 그 뒤를 쫓아가 아스모대오스를 결박하였다. 토바야와 사라는 하느님을 찬미하며 첫날 밤에 들었다. 이들 부부가 혼인잔치를 즐길 때 아자르야는 가바엘에게 돈을 받아내었다.
토빗과 안나는 약속된 날짜가 지나도 아들이 나타나지 않자 매우 불안해하였다. 토비야가 나타나 아자르야의 지시에 따라 물고기 쓸개를 토빗의 멀어버린 두 눈에 짜주니 시력이 정상으로 회복되었다. 토빗은 모든 일을 듣고 가바엘로부터 받은 돈의 절반과 사라가 부모로부터 물려받은 재산의 절반을 아자르야에게 주려고 하였지만, 아자르야는 자신의 정체를 드러내며 선행을 계속 쌓고 하느님을 찬미할 것을 당부하며 하늘 나라로 올라갔다.
토빗과 토비야 부자는 장수하였는데, 토비야는 아시리아의 멸망을 두 눈으로 보았다.

## 토빗기에 대한 평가

### 대중적 설화
토빗기는 시간, 장소, 등장 인물, 그리고 기원전 734년부터 612년까지 아시리아와 이스라엘을 아우르는 큰 역사적 사건들과 관련된 세부 사항들이 숱하게 나온다(1장; 14장). 그래서 언뜻 보면 이 설화가 엄밀한 의미의 역사 이야기라는 인상을 준다. 토비트와 그의 집안은 납달리 지파와 함께 유배를 갔다고 한다. 2열왕 15,29에 따르면, 이는 이스라엘 왕국의 임금 베가가 일으킨 반란을 징벌하려고 아시리아 임금이 이 북왕국의 북부 지역을 점령하였을 때의 일이다. 그러나 이 이야기가 겉으로는 이렇게 역사적으로 정확히 서술한 것처럼 보이지만 실은 그렇지 않다. 여기에 나오는 많은 사료를 비판적으로 조사해 보면 역사적 사실이 아님을 알 수 있다. 저자는 자기가 말하는 임금들에 대해서 거의 알지 못하고(1,2 첫째 각주; 1,15 각주 참조), 또 자기가 서술하는 지방에 가 보지도 않았음이 분명하다(5,6 각주 참조). 그가 자기 시대에서 볼 때에 경외심을 불러일으키는 조상들의 먼 옛날, 곧 기원전 8세기와 7세기를 이야기의 시대 배경으로 삼은 것은, 자기의 설화에 사실성과 권위를 부여하기 위함이다.
사실 토비트서의 저자는 그림을 그리는 듯한 서술과 생생한 세부 묘사를 좋아하는 이야기꾼이다. 토비아가 먼길을 떠나는 것을 눈물로 바라보며 따지는 아내를 타이르는 토비트의 모습이라든지(5,18-22), 개가 젊은 주인을 따라갔다가 함께 돌아오는 장면(6,2; 11,4), 또 하녀가 한밤중에 손에 등불을 들고 신랑 신부의 방에 살짝 들어가서 그들을 살피는 장면이라든지(8,12-14), 귀향길이 늦어지는 아들을 걱정하는 늙은 부모의 모습(10,1-7) 등은 이야기를 듣는 모든 이에게 전혀 낯설지 않은 일상의 체험일 수 있다. 그리고 서술되는 사실들은 서로 충돌하는 일 없이 매끄럽게 연결될뿐더러, 모든 것이 미리 정해진 결말로 순조로이 모아진다. 이러한 모습들은 토비트서 전체를 조금은 콩트처럼 보이게 한다. 예컨대 토비아가 동행자를 찾기 시작하자마자 라파엘이 그 앞에 나타나고(5,4), 또 여행을 시작하자마자 바로 큰 물고기를 잡음으로써 여행 목적을 이룰 수 있는 약이 미리 마련된다(6,2-6). 이로써 토비트서의 저자는 이야기하기를 좋아하는 이였고, 그의 청중은 전혀 바쁠 것 없이 그의 이야기를 느긋이 들었을 것임을 알 수 있다.

### 토비트서의 출처: 지혜 문학 전통
토비트서의 저자는 자기의 이야기가 ‘현인 아히칼의 이야기’ 또는 ‘아히칼의 지혜’라고 불리는 문학 작품에 근거를 둔다는 사실을 분명히 드러낸다. 이 작품은 고대 근동에 널리 퍼져 있었다. 그리고 그리스의 유명한 이솝이 우화를 지을 때에 이 작품에서 영감을 받았다는 사실에서, 그리스 사람들까지도 이 작품을 알고 있었음이 드러난다. 이러한 사실은 우연이 아니다. 아히칼 이야기의 가장 오래된 형태는 유다인들이 모여 살던 이집트 남부 엘레판틴에서 발견된 기원전 5세기의 것이다. 아시리아 임금 산헤립과 그 뒤를 이은 에살하똔(에사르하돈)의 대신이었던 아히칼은, 전설적 요소가 덧붙여져서 미화되기는 하였지만 본디 역사적 인물이었던 것으로 여겨진다(1,22. 그리고 2,1.10 참조). 아히칼은 자식이 없어서, 자기의 궁정 일을 이어받게 하려고 조카 나답을 양아들로 삼는다. 그는 금언의 형태로 된 일련의 충고로써 나답을 현인이 되도록 교육한다. 그러나 나답은 양아버지와 관계를 맺고 나서는(11,19 참조) 자기가 받은 지혜를 멸시하고, 게다가 중상까지 하여 자기의 은인이며 양아버지인 아히칼을 형벌을 받아야 하는 지경에까지 내몬다. 그러나 어떤 형리가 지혜를 자기 형제처럼 여기는 아히칼을 숨겨 준다. 마침내 복권된 아히칼은 조카에게 비유로 된 꾸지람을 퍼붓고 나서 그를 감옥에 던지고, 나답은 그 안에서 최후를 맞이한다(14,10).
토비트서에서는 이 유명한 아히칼이 바로 토비트의 조카로 나온다(1,22). 이렇게 하여 이 유명한 아히칼이 당시 근동인들 사이에서 누리던 특별한 지위와 권리를 삼촌인 토비트와 그의 백성인 유다인들에게도 부여하는 것이다. 그리고 토비트 이야기의 구조 자체가 ‘아히칼의 지혜’의 구조를 본뜬 것으로 보인다. 아히칼처럼 토비트도 아시리아 임금의 총애를 받다가 노여움을 산다(1,13-20). 그리고 토비트도 아히칼이 한 것처럼 아들에게 두 번에 걸쳐 일련의 금언을 들려 주는데(4,3-19; 14,8-11), 그 가운데에서 어떤 금언들은 바로 아히칼의 것들을 빌려 온 것으로 여겨진다(4,10.15.17.19). 그러나 나답은 배신을 하는 반면, 젊은 토비아는 지혜 교육을 충실히 받은 사람답게 행동한다. 이는 늙은 토비트가 가르친 지혜가 아히칼 현인의 지혜보다 뛰어남을 시사하는 것일 수도 있다. 아무튼 이로써 이 책의 문학 양식이 분명해진다. 곧 대중적 설화이면서 동시에 교훈적이며 지혜 문학적인 의도를 지닌 이야기이다.

### 유배로 흩어져 사는 유다인들을 위한 가르침
저자가 유배자들의 전형인 토비트와 토비아의 이야기를 통하여, 여러 나라에 퍼져 사는 동포들에게 주려는 것은 종교적 가르침이다.

#### 하느님의 섭리와 천사
토비트서가 다루려는 문제는 하느님께서 과연 곤경을 겪고 있는 당신의 성실한 백성을 배려하시는가 아닌가가 아니다. 하느님께서 그들을 위하신다는 것은 분명하다(3,17). 이 책의 관심사는 무엇보다도 하느님의 배려가 괴로움을 당하는 이들에게 어떻게 이루어지느냐는 그 방식이다. 곧 사람들이 우연이라고 생각하는 일들을 통하여, 미리 확정된 계획 또는 끝에 가서야 밝혀지는 비밀을 성사시켜 가는 방식이다. 이러한 과정에서 하느님께서 토비트와 사라의 기도를 들어 주심(3,16-17)과 라파엘이 비밀을 털어 놓음(12,11-15)이 이 이야기의 두 기둥 구실을 한다.
하느님의 계획을 실행에 옮기는 이는 천사들이다. 토비트서는 유배 시대에 특히 페르시아의 영향 아래 이 신앙이 어떻게 발전하는지 보여 준다. 천사들은 이제 수가 많아지고 저마다 이름을 가졌을뿐더러 특수한 직무를 부여받는다. 하느님의 행동이 인간의 자유를 위협하는 일 없이, 천사가 이처럼 인간적인 모습을 취하는 것은 구약성서의 다른 어느 곳에서도 볼 수 없는 현상이다.

#### 행동 규범
토비트가 아들에게 해 준 충고(4,3-21; 14,8-11)는 이 책을 이해하는 열쇠 가운데 하나이다. ‘아히칼의 지혜’에서 빌려 온 계율들은 이보다 더 뛰어난 지혜 곧 모세의 율법에 나오는 계명들과 섞인다. 이것들의 내용이 이 책의 핵심을 밝혀 준다. 유다인이 이국 땅에서 자기의 정체성을 보존하고 하느님의 도움을 받는 의인으로 계속 남아 있도록 해 주는 원칙들이 모두 여기에 들어 있다. 토비트의 영적 유언에 들어 있는 계명들은(4,3 첫째 각주; 14,3 각주 참조) 대부분 이 이야기에 나오는 주인공들의 행동에서 구체적인 예증을 볼 수 있다.

#### 가정과 혼인
가정은 그 어떤 것으로도 대체할 수 없는 사회 조직의 근간으로서 한 민족의 정신적 유산이 전승되는 곳이다(1,8; 4,19; 14,3.8-9). 그 때문에 토비트서에서는 가족들의 단결, 특히 부모 공경을 잘하게 해 주는 모든 덕이 강조된다(1,8; 3,10.15; 4,3-4; 6,15; 14,12-13). 혼인은 한 가정의 삶에서 결정적인 일이다. 세대 교체가 이루어지는 혼인에 한 인간의 미래가 달려 있다. 특히 유배로 여러 나라에 흩어져 사는 유다인들에게는, 현지인들과 혼인함으로써 종교가 다른 그들에게 동화될 위험이 크다. 그래서 토비트가 아들에게 준 충고의 핵심에(4,12-13), 그리고 이 책의 한가운데에(6-8장) 왜 하필이면 혼인 또는 혼인 이야기가 자리잡고 있는지 이해하게 된다. 토비트서는 결국 하느님의 뜻에 따라 이루어지는 혼인 이야기인 것이다.

#### 선행
가정에서 대대로 전승되는 것은 하느님과 그분의 계명에 대한 충실성이다. 그 가운데에서 하느님에 대한 충실성이 기본이다(1,12; 2,2; 4,5; 14,8-9). 그러나 그것은 구체적 행동으로, 또 입에서 입으로 전해 내려오는 율법의 세심하고 면밀한 준수로 표현되어야 한다(1,8 넷째 각주). 여기에서 이미 장차 바리사이파 사람들에게서 보게 될 열성을 예감하게 된다(1,8 넷째 각주; 3,15 둘째 각주). 성전과 그 전례에서 멀리 떨어져 산다는 사실이, 하느님과 이웃에게 개인적으로 수행해야 하는 의무들을 강조하기에 이른다. 토비트의 이웃은 아직도 그의 친척과 동족으로 한정되어 있다(1,3.16.17; 2,2 등). 여러 형태의 도움(1,17; 2,2.10; 4,16), 올바른 보상(4,14; 5,3.7.10.15; 12,1), 장례(1,17-18; 2,3-8) 등, 참다운 가정에서 받을 수 있는 모든 혜택을 유다인 동포들도 빠짐없이 받아야 한다. 그 가운데에서 자선과 기도가 다른 모든 의무보다 더 중요하다.
공동체를 결속시켜 주는 방도인 자선은(1,16; 4,7-8.16; 14,8-9) 또한 하느님의 은혜를 받게 해 주는 보장이기도 하다. 이러한 자선은 그것을 행하는 이에게 보물이 되고 속죄가 되며 하느님께서 기꺼이 받으시는 제물이 된다(4,9-11; 14,8-11). 하느님에 대한 충실성에 모든 것을 거는 의인은 당연히 기도에 의지한다. 이러한 기도는 일련의 형식적 의식이 아니라 언제라도 하느님을 받아들일 수 있는 자세로 여겨진다(4,19). 실망(3,1-6.11-15), 불안(8,5-8), 그리고 기쁨(8,15-17; 11,14-15) 등 갖가지 상황에서 올려지는 기도는 하느님을 찬양하고(3,11 둘째 각주), 또 그분께 감사하는 것으로 이루어진다. 그분께서 의로우시고 그분의 모든 행동이 올바르며, 그분의 모든 길이 자비와 진리이기 때문이다(3,2).

#### 성조들의 삶의 회상
토비트서의 장면들은 성조 이야기의 장면들과 흡사하다. 토비아도 이사악이나 야곱처럼 여행 중에 배우자를 얻는다. 또 야곱이 다른 자식들의 말만 듣고 요셉이 없어졌다고 믿은 것처럼, 토비아의 부모도 한동안 그가 어디에 있으며 무슨 일이 있는지 알지 못한다. 다른 이유에서이기는 하지만, 토비트서의 사라도 성조들의 부인들처럼 자식 없이 살 운명처럼 보인다. 그리고 아브라함이 마므레에서 천사의 방문을 받았듯이, 토비트에게도 사람 모습을 한 천사가 찾아간다.
토비트의 이야기와 성조들의 이야기 사이의 유사성은 이러한 상황들에 그치지 않는다. 이야기에서 쓰이는 용어들까지 비슷하다. 대수롭지 않게 보이는 세부 사항도 거의 말 그대로 창세기에서 빌려 온다. 곧 만남(7,3-4와 창세 29,4-6), 싹터 오르는 사랑(6,19와 창세 24,67), 그리고 혼인(7,11과 창세 24,33.50-51) 등이다.
성조들의 유랑은 유배자들의 방랑으로 이어진다(4,12 참조). 하느님께서는 사람들의 눈에 보이지 않은 채 은밀히 이루어지는 당신의 섭리로 조상들을 보살피셨듯이, 유다인들 가운데에서 가장 보잘것없는 사람까지 보살펴 주신다. 이러한 섭리는 만남을 주선하고, 구원과 혼인을 통해서 하느님의 약속이 대대로 이어지게 하며, 마침내는 “아브라함의 땅”으로 돌아가는 날을 맞게 해 준다(14,7).

#### 예언자들의 빛
토비트는 자기의 개인적인 운명뿐만 아니라 유배를 당한 동포들의 운명도 예언자들의 빛으로 해석한다. 나단이 다윗에게 전한 예언을 상기시키는 이러한 토비트서 안에는 예루살렘과 그 임금에 관한 열렬한 회상도 자리잡고 있다(1,4. 그리고 5,14 참조). 토비트가 동포들과의 연대성 속에서 겪는 불행은, 아모스 예언자가 죄 많은 이스라엘인들에게 예고한 징벌을 채우는 것이다(2,6). 선택된 백성의 미래는 아직도 닫혀 있다. 그래서 우리는 토비트가 눈이 멀게 되었다는 사실에 상징적 의미를 부여하고픈 생각이 들기도 한다. 그러나 하느님께서는 가문을 이을 토비아를 통하여 육적인 눈만이 아니라 영적인 눈까지 열어 주신다. 그리고 눈이 멀었던 토비트 자신이 예언자가 되어, 민족 전체에게 회개를 촉구하고 예언자들을 통하여 약속된 구원을 예고한다(13장). 니느웨가 황폐하게 되리라는 나훔의 예언이 성취되면, 예루살렘 성전은 시간이 다 찰 때까지 임시로 복구될 것이다. 토비트는 더 나아가서 이사 60-62장과 흡사한 어조로, 때가 되면 모두 고국으로 돌아가고 예루살렘은 눈부시게 화려한 모습으로 재건되리라는 밝은 전망을 펼쳐 보인다. 여기에서 예루살렘은 민족들의 중심으로 자리잡게 된다(13,10-18; 14,3-7).
이러한 성조 이야기와 예언의 배경에서, 모세와 선조들로부터 내려오는 지혜에 대한 나날의 충실성이 새로운 의미를 얻게 된다. 그 의미는 선조들이 들어간 바로 그 길로 “아브라함의 땅”에 돌아감을 준비한다는 것이다.

## 참고 문헌
1. ↑  CBCK 홈페이지 새번역성서 중에서 전제